# Real Academia de Farmacia de Galicia
La Academia de Farmacia de Galicia (AFG) es una institución creada por la Junta de Galicia el 1 de julio de 2004, con la finalidad primordial de alcanzar mejores resultados en el desarrollo y en la difusión de las ciencias farmacéuticas dentro de la Comunidad Autónoma de Galicia. Tiene su origen en la transformación de la «Sección Galicia» de la Real Academia Nacional de Farmacia de España, creada el 4 de noviembre de 1992. Desde el 9 de julio de 2019 su denominación oficial es Real Academia de Farmacia de Galicia (RAFG).
Su sede está ubicada en el Antiguo Hospital de San Roque, en Santiago de Compostela. Entre sus miembros, denominados Académicos de número, Académicos Correspondientes, se encuentran investigadores de múltiples campos relacionados con las ciencias farmacéuticas, entre los que destacan los Académicos de Honor Francisco Jose Ayala Pereda y Juan Manuel Reol Tejada. La constitución de la Real Academia de Farmacia de Galicia está regulado en el Artículo 6 de sus estatutos, siendo el máximo de académicos de número de veinticinco, cincuenta correspondientes y cinco de honor. Los miembros mayores de 75 años no cuentan a efectos del límite máximo.

## Finalidad
Los fines de la Academia de Farmacia de Galicia son:
- El fomento de la investigación y estudio de las ciencias farmacéuticas y de las ciencias relacionadas con la farmacia.
- Asesoramiento a los órganos públicos oficiales en aquellos campos que le son propios.
- Asesoramiento a las instituciones privadas que lo soliciten, bajo las condiciones que la propia Academia estime convenientes.
- Elaboración de estados e informes sobre materias relacionadas con la profesión farmacéutica y sus actividades.
- Fomento de las relaciones con otras instituciones análogas.
- Creación y conservación de fondos materiales y documentales relacionados con la docencia, la investigación y la profesión farmacéutica.
- Divulgación científica y formación permanente de los profesionales de la farmacia.
- Reconocimiento mediante premios, diplomas o distinciones de las actividades que redunden en beneficio de la farmacia y de la propia Academia.

## Académicos de número
Académicos de número, por orden de elección.
- Benito Regueiro Varela (Fallecido e 13-11-2001)
- Carmen Álvarez Lorenzo
- Jesús Izco Sevillano (Académico de número emérito desde 2015)
- José María Calleja Suárez (Académico de número emérito desde 2017)
- José Luis Vila Jato (Fallecido o 21-10-2011)
- Alicia Estévez Toranzo
- Francisco Díaz-Fierros Viqueira (Académico de número emérito desde 2016)
- Enrique Raviña Rubira (Académico de número emérito desde 2015)
- José Miñones Trillo (Académico de número emérito desde 2014)
- Isaac Gabriel Arias Santos (Académico de número emérito desde 2017)
- Juan Jesús Gestal Otero
- Manuel Puga Pereira
- María Tarsy Carballas Fernández (Académica de número emérita desde 2009)
- Jorge Barros Velázquez
- Nicanor Floro Andrés Rodríguez
- Ramón Martínez Pacheco
- Jesús Ángel Simal Lozano
- Germán Bou Arévalo (Académico de número emérito desde 2013)
- Ángel Concheiro Nine
- María Isabel Cadavid Torres
- María Josefa Alonso Fernández
- Franco Fernández González
- Tomás González Villa
- Alberto Cepeda Sáez
- María Cristina Arias Fernández
- Pablo Díez Baños
- María Isabel Loza García
- Soledad Muniategui Lorenzo
- Ángel Carracedo Álvarez